# Summit (superpočítač)
Summit či také OLCF-4 je superpočítač vyvinutý firmou IBM k využití v Oak Ridge National Laboratory, který byl k březnu 2020 s teoretickou rychlostí 200 PFLOPS nejrychlejším centralizovaným superpočítačem světa. Jeho aktuálně platný LINPACK benchmark ukázal reálný výkon 148.6 PFLOPS. K listopadu 2019 byl Summit třetí v pořadí energetické efektivity superpočítačů s naměřenou hodnotou 14.668 GFLOPS/watt. Je prvním superpočítačem, který dosáhl na úroveň rychlosti exaop (trilion operací za sekundu), když dosáhl hodnoty 1,88 exaop během provádění genové analýzy a očekává se, že bude schopný při určitém typu výpočtů dostáhnout hodnoty až 3,3 exaop.

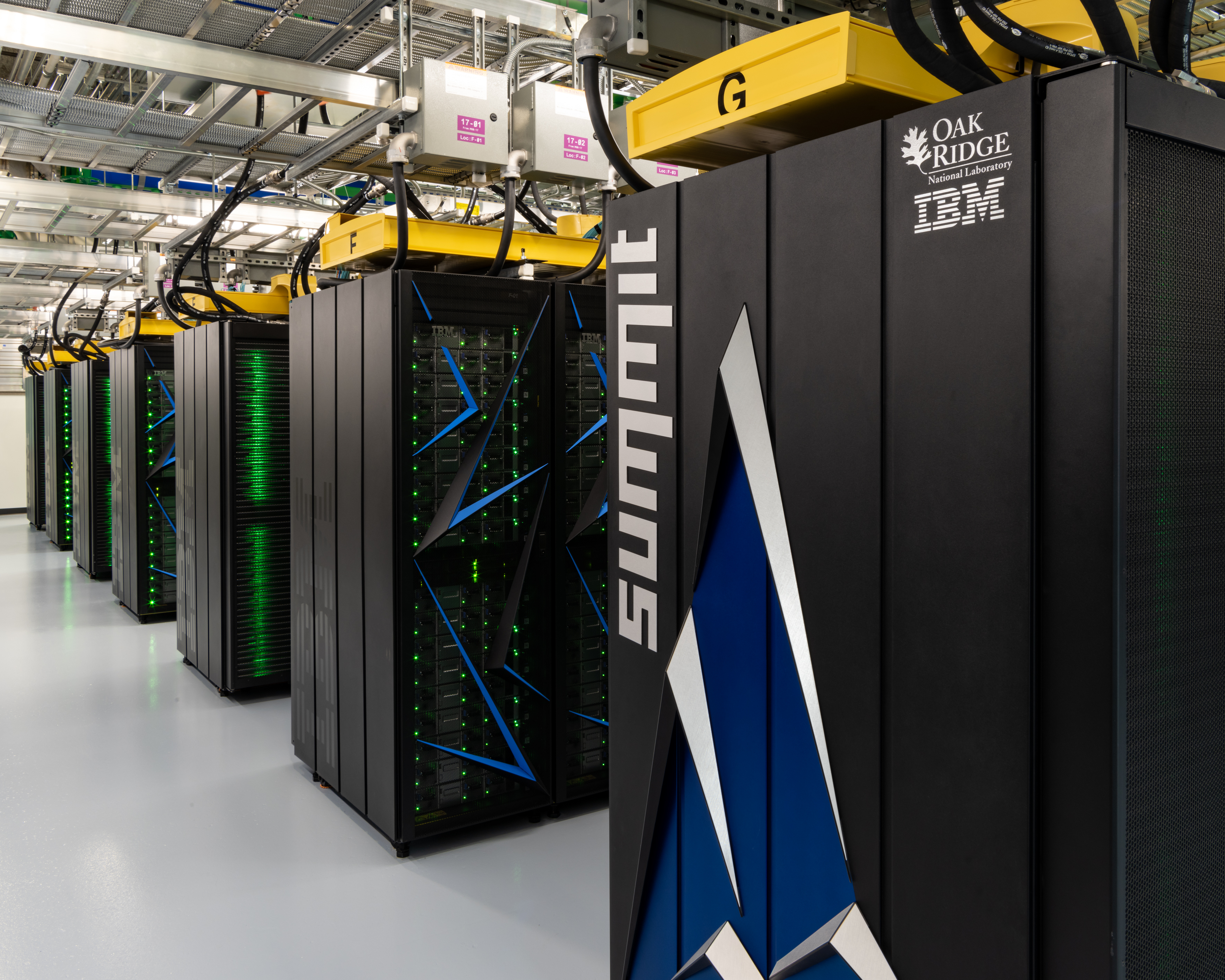
Pohled na počítač Summit

## Historie, základní popis a využití
V listopadu 2014 získaly firmy IBM, Nvidia a Mellanox od Ministerstva energetiky Spojených států zakázku na 325 milionů USD na konstrukci superpočítačů Summit a Sierra. Zatímco výkonnější Summit (umístěný v Oak Ridge v Tennessee) je využíván pro civilní vědecký výzkum, jako je kosmologie, medicína nebo klimatologie, Sierra (umístěná v Lawrence Livermore National Laboratory v Kalifornii) byla navržena pro simulace jaderných zbraní.
Summit byl vybudován na ploše odpovídající zhruba dvěma basketbalovým hřištím a využívá 219 km kabeláže.
V roce 2015 byl zahájen další projekt s názvem CORAL (Collaboration of Oak Ridge, Argonne and Lawrence Livermore), jehož cílem měla být konstrukce třetího superpočítače podobného typu s názvem Aurora, který měl být umístěn v Argonne National Laboratory. V roce 2018 došlo ke změně projektu počítače. Očekávaný termín dokončení byl posunut na rok 2021 a superpočítač by měl disponovat výkonem vyšším než 1 EFLOPS, a to krátce před plánovanýmn dokončením dalších připravovaných superpočítačů s více než 1 EFLOPS Frontier (OLCF-5) and El Capitan.

## Technické parametry
Počítač má 4608 nodů (2 IBM POWER9 CPU a 6 Nvidia Tesla GPU / nod), z nichž každý má paměť přes 600 GB (6×16 = 96 GB HBM2 plus 2×8×32 = 512 GB DDR4 SDRAM), která je dostupná pro všechny CPU a GPU a vedle toho má navíc 800 GB RAM využitelné jako buffer nebo k rozšíření paměti. Procesory POWER9 a grafické karty Volta jsou propojené pomocí vysokorychlostního spojení NVLink. 